# Seppa
Seppa è una suddivisione dell'India, classificata come notified town, capoluogo del distretto del Kameng Orientale, nello stato federato dell'Arunachal Pradesh. 

## Geografia fisica
La città è situata a 27° 16' 24 N e 92° 54' 21 E.
La città è situata sulle rive del fiume Kameng.

## Società

### Evoluzione demografica
Al censimento del 2011 la popolazione di Seppa assommava a 18.350 persone, delle quali 9,269 maschi e 9.081 femmine. I bambini di età inferiore o uguale ai sei anni assommavano a 3.388.